# جنگل اورشلیم

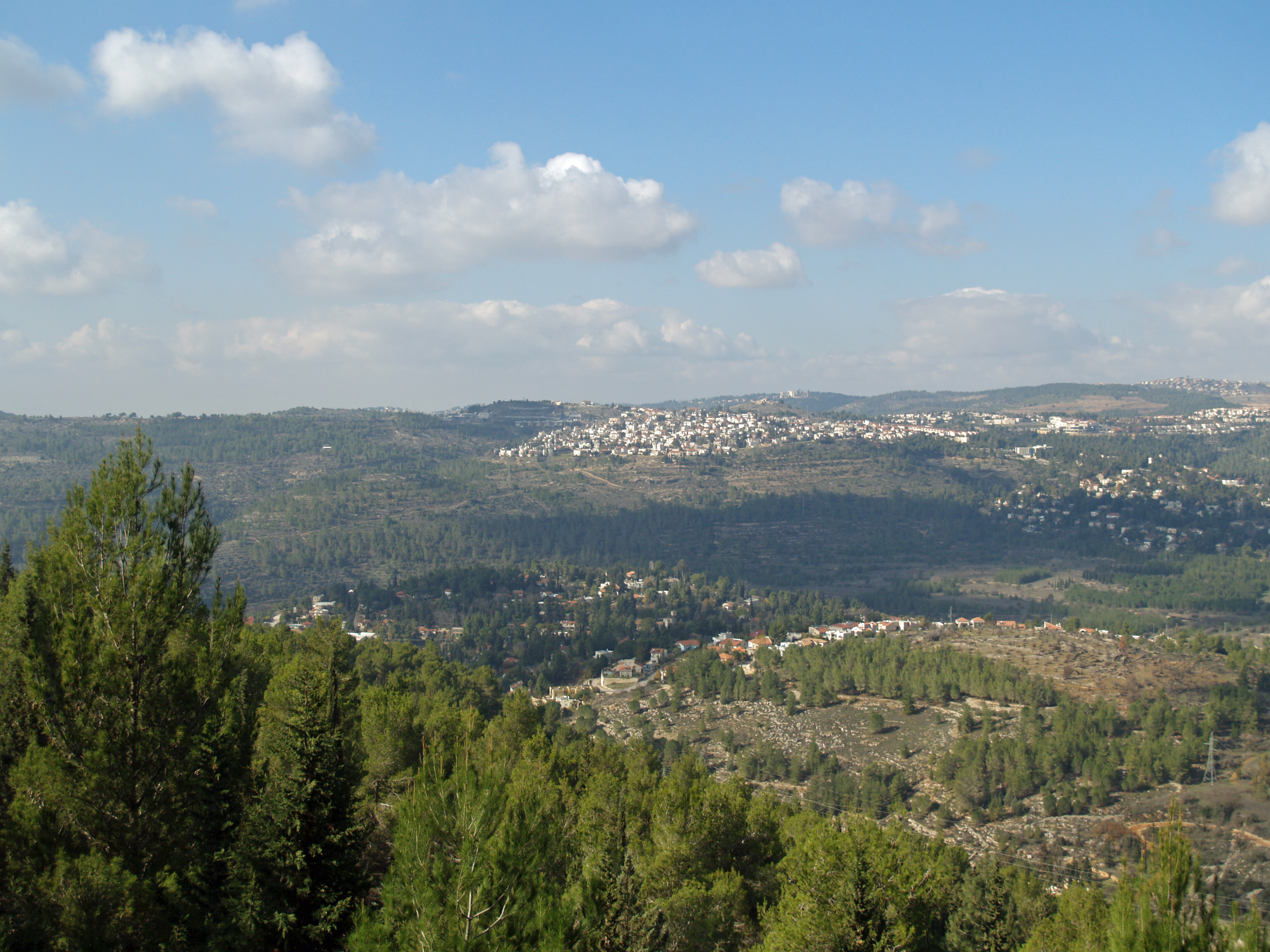
نمایی از جنگل اورشلیم از سمت یاد وشم

جنگل اورشلیم (به انگلیسی: Jerusalem Forest) یک جنگل شهری (Municipal forest) کاج است که در جبال الخلیل در حومه اورشلیم قرار دارد. اطراف آن را مناطق بیت هاکرم، یافه نوف (Yefe Nof)، عین کرم، هر نوف (Har Nof)، گیوات شاول و روستای بیت زایت احاطه کرده است. این جنگل در طول دهه ۱۹۵۰ توسط صندوق ملی یهودیان و با حمایت مالی اهداء کنندگان خصوصی ایجاد شد.

## تاریخچه

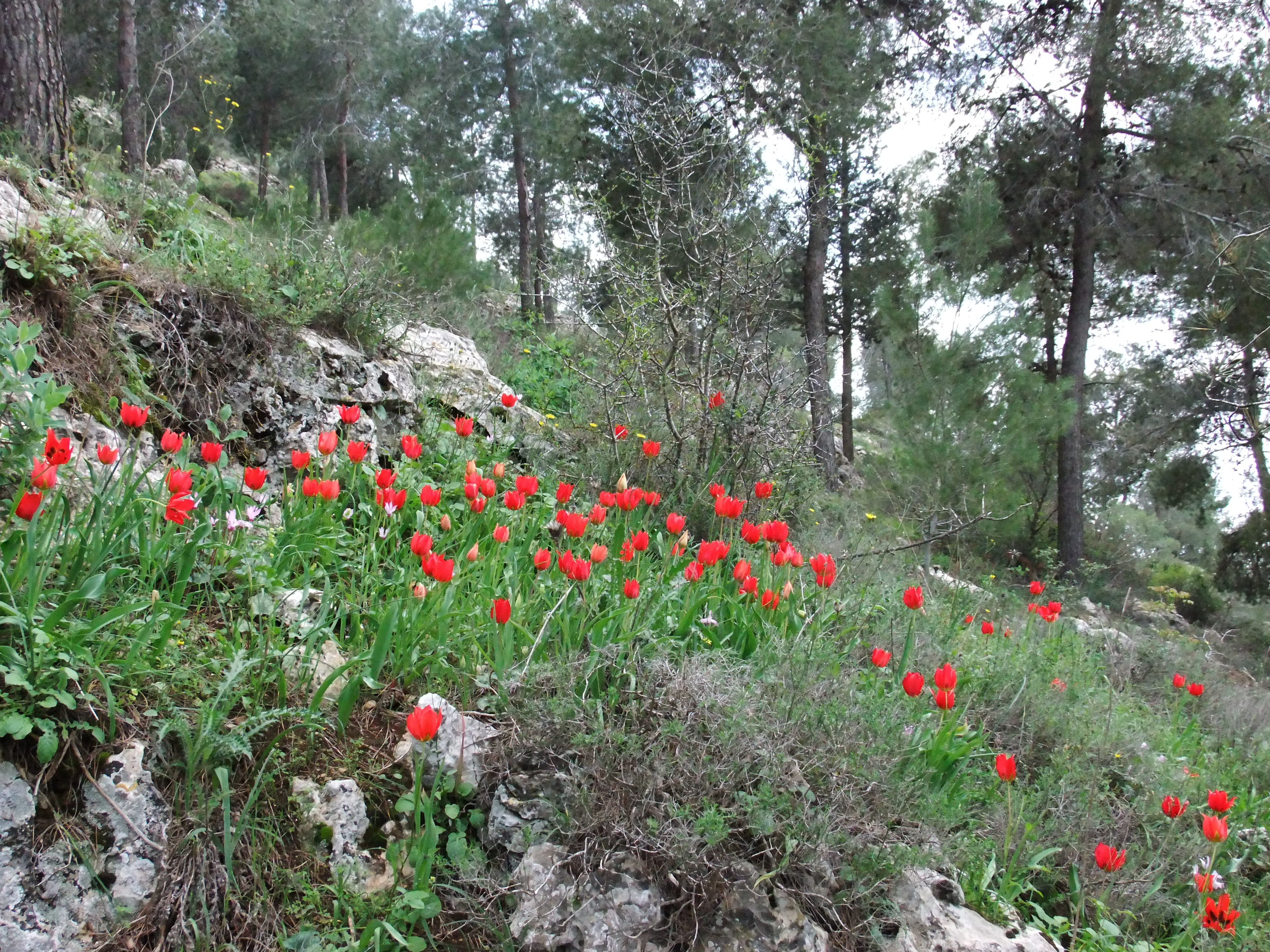
جنگل اورشلیم، ۲۰۱۱

در سال‌های اولیه تأسیس این کشور، صندوق ملی یهودیان هزاران درخت را در امتداد حاشیه غربی اورشلیم کاشت و یک کمربند سبز ایجاد کرد.
اولین درخت جنگل اورشلیم در سال ۱۹۵۶ توسط دومین رئیس‌جمهور اسرائیل، اسحاق بن زوی کاشته شد. در اوج دوران خود، مساحت جنگل ۴۷۰ هکتار بود. در طول سال‌ها، مرزهای جنگل به دلیل گسترش مناطق شهری کاهش یافت و اکنون تنها ۱۲۵ هکتار را پوشش داده است.
موزه هولوکاست ید وشم در جنگل پایین کوه هرتسل واقع شده است. جنگل به عنوان پناهگاهی برای حیات وحش عمل می‌کند و دسته‌هایی از شغال‌ها‌ در این جنگل زندگی می‌کنند.